# Partit Ecològic Rus "Els Verds"
El Partit Ecològic Rus "Els Verds" (en rus: Российская экологическая партия "зелёные") és un partit polític ecologista de Rússia. El 1992 es va fundar com el Moviment Constructiu-Ecològic de Rússia "KEDR", i al 2002 va adoptar el seu nom actual.
En les eleccions legislatives de 1993 va obtenir un escó a la Duma Estatal, única ocasió en que va obtenir representació federal. Malgrat ser un partit minoritari a nivell nacional, ha aconseguit però diversos èxits a nivell regional, com a l'Óblast de Samara, on al 2007 el partit va obtenir el 7,58% dels vots, aconseguint representació en la Duma Regional, o al 2013 a Kabardino Balkaria, obtenint un 5,11% dels vots i dos escons en el seu parlament.
Al 2008, fruit de les tensions internes al país, el partit va decidir transformar-se en moviment social i recolzar la plataforma opositora Rússia Justa. Un cop esgotat el cicle polític, al 2012 els militants van reunir-se i aprovar la reactivació del partit. Més tard, a les eleccions presidencials de 2018, van decidir recolzar la candidatura del President Vladímir Putin, malgrat la seva anterior oposició.
Al 2021 el partit va denunciar l'intent d'usurpació del mateix per part de persones vinculades a les autoritats estatals per evitar la seva participació a les eleccions a la Duma Estatal del mateix any.

## Resultats electorals

### Eleccions presidencials
| Any  | Candidat                 | 1a volta             | 1a volta             | 2a volta             | 2a volta             | Resultat             |
| Any  | Candidat                 | Vots                 | %                    | Vots                 | %                    | Resultat             |
| ---- | ------------------------ | -------------------- | -------------------- | -------------------- | -------------------- | -------------------- |
| 2008 | Suport a Dmitry Medvedev | 52,530,712           | 70.28                |                      |                      | Electe               |
| 2012 | Dins de Rússia Justa     | Dins de Rússia Justa | Dins de Rússia Justa | Dins de Rússia Justa | Dins de Rússia Justa | Dins de Rússia Justa |
| 2018 | Suport a Vladímir Putin  | 56,430,712           | 76.69                |                      |                      | Electe               |

### Eleccions legislatives
| Any  | Líder            | Resultats            | Resultats            | Resultats            | Resultats            | Pos.                 | Govern            |
| Any  | Líder            | Vots                 | %                    | Escons               | +/-                  | Pos.                 | Govern            |
| ---- | ---------------- | -------------------- | -------------------- | -------------------- | -------------------- | -------------------- | ----------------- |
| 1993 | Anatoly Panfilov | 406,789              | 0.76                 | 1 / 450              | Nou                  | 12è                  | Oposició          |
| 1995 | Anatoly Panfilov | 962,195              | 1.39                 | 0 / 450              | 1                    | 25è                  | Extraparlamentari |
| 1999 | Anatoly Panfilov | Només uninominal     | Només uninominal     | 0 / 450              | =                    | 28è                  | Extraparlamentari |
| 2003 | Anatoly Panfilov | 253,985              | 0.41                 | 0 / 450              | =                    | 14è                  | Extraparlamentari |
| 2007 | Anatoly Panfilov | Dins de Rússia Justa | Dins de Rússia Justa | Dins de Rússia Justa | Dins de Rússia Justa | Dins de Rússia Justa | Extraparlamentari |
| 2011 | Anatoly Panfilov | Dins de Rússia Justa | Dins de Rússia Justa | Dins de Rússia Justa | Dins de Rússia Justa | Dins de Rússia Justa | Extraparlamentari |
| 2016 | Oleg Mitvol      | 399,429              | 0.77                 | 0 / 450              | =                    | 10è                  | Extraparlamentari |
| 2021 | Andrey Nagibin   | 512,420              | 0.91                 | 0 / 450              | =                    | 9è                   | Extraparlamentari |